# Hidraulički ležaj
Hidraulički ležaj je ležaj čija se nosivost isključivo zasniva na tankom sloju tekućine (ulja) ili plina, odnosno fluida. Oni su mogu podijeliti na hidrostatske i hidrodinamičke ležaje. 
Hidrostatski ležaji imaju vanjsku pumpu, koja vrši tlak na fluid, a to je obično ulje, voda ili zrak. Hidrodinamički ležaji se zasnivaju na velikoj brzini kraja osovine, koja sama stvara tlak fluida između dvije metalne površine. 
Hidraulički ležaji se upotrebljavaju za velika opterećenja, velike brzine i primjenu gdje je potrebna visoka preciznost, gdje bi obični kuglični ležaji imali puno kraći vijek trajanja, stvarali buku i vibracije. Tako na primjer, ležaji za pogonski elektromotor tvrdog diska, kod računala ili kompjutera, su hidraulički ležaji, puno tiši i jeftiniji od kugličnih ležaja.

## Način rada
Hidrostatski ležaji imaju vanjsku pumpu koja tlači ulje između dviju kliznih površina, koje zatim otječe van. Pravilnom konstrukcijom (odgovarajućim dimenzijama prstena i recesa) može se postići da i pri pokretanju i pri zaustavljanju ležaj radi s tekućim trenjem. 
Hidrostatski ležaji između dvije vrlo bliske površine potpuno su odvojene s mazivom. Debljina maziva mora preći hrapavost dviju površina, a mjeri se u mikrometrima. Samim time nema dodira između metalnih površina. 

### Maziva
Svojstvo maziva je da na metalnim površinama stvara zaštitni sloj. Za njih je vrlo bitno svojstvo viskoznosti, što je u stvari unutrašnje trenje u tekućinama i plinovima. Prema Newtonovom zakonu, viskoznost je ovisna o veličini površine tekućine, brzini pomicanja slojeva tekućine i udaljenosti slojeva. 
Proračun hidrauličkih ležaja se zasniva Reynoldsovoj diferencijalnoj jednadžbi za hidrodinamičko podmazivanje i Newtonova teorija za smično naprezanje kod laminarnog strujanja. Proračun se sastoji od:
- određivanje debljine uljnog filma
- koeficijenta trenja
- toplinske bilance
- odabira ulja

Ulja mogu biti:
- mineralna ulja koja su najraširenija i dobivaju se iz sirove nafte i kamenog ugljena. Mogu biti čista, kako se dobiju preradom, ili rafinirana, koja se naknadno obraduju dodavanjem raznih aditiva
- sintetska ulja, koja se sastoje uglavnom od poliestera. Vrlo su stabilna, ali su dva do tri puta skuplja od mineralnih ulja
- organska ulja mogu biti biljnog ili životonjskog porijekla, kao što su ricinusovo ulje, repičino ili koštano. Nisu stabilna, podložna su oksidaciji. Imaju dobru mazivost, pa se koriste kao dodaci za mineralna ulja.

## Prednosti i nedostaci hidrauličkih ležaja

### Prednosti
Prednosti su:
- relativno jednostavne konstrukcije i izrade
- uljni film ima veliku površinu, zbog čega prigušuju vibracije i udarce
- neosjetljivi na nečistoće u ulju
- omugućuju veliki raspon zračnosti
- kod većih promjera jeftiniji su od valjnih ležaja
- konstruktivno se lako prilagode stroju

### Nedostaci
Nedostaci su:
- kod malih brzina pri pokretanju imaju velik koeficijent trenja
- vrlo su osjetljivi na nedostatak ulja
- konstrukcije s vertikalnim vratilom su složenije nego li kod valjnih ležaja[2]

## Primjena
Posebno je značajna primjena kod vodnih turbina, koje su se do primjene hidrauličkih ležaja gradile samo do snage od 2 MW, a danas se grade do 750 MW. Primjena hidrauličkih ležaja omogućila je gradnju velikih brodova s jednim pogonskim sklopom, dok su se nekada putnički brodovi gradili i s četiri pogonska sklopa.

## Povijest
Prve hidrodinamičke ležaje su otkrili Anthony Michell iz Australije i Albert Kingsbury iz SAD, skoro istovremeno i neovisno jedan od drugog. Ugrađeni su u Hidroelektranu Holtwood 1912., noseći vodnu turbinu i električni generator (oko 205 tona). Interesantno je da su ti ležaji i dan danas u upotrebi.